# 梅津和宏
梅津 和宏（うめつ かずひろ、1947年8月31日 - ）は、日本の裁判官、検察官、弁護士。法務省大阪法務局長や、札幌地方裁判所所長、東京高等裁判所部総括判事等を歴任した。

## 人物・経歴
福島県立福島高等学校を経て、1971年東北大学法学部法律学科卒業。和歌山地方裁判所判事補、札幌地方裁判所判事補、東京地方裁判所判事補、津家庭裁判所松阪支部判事、大阪地方裁判所判事、東京地方裁判所判事、浦和地方裁判所判事、仙台地方裁判所部総括判事、東京高等裁判所判事、東京地方裁判所部総括判事、法務省名古屋法務局長（検事）、法務省大阪法務局長（検事）、大阪高等裁判所判事等を経て、2006年旭川地方裁判所所長、旭川家庭裁判所所長。2009年札幌地方裁判所所長。2010年東京高等裁判所部総括判事。2012年に定年退官後、弁護士登録（第二東京弁護士会）し、名城大学大学院法務研究科教授等を務めた。

## 裁判
- 貴乃花光司及び河野景子が、週刊現代などで名誉毀損を受けたとして、講談社などを訴えた事件で、野間佐和子講談社社長らの損害賠償責任を認め、講談社側の控訴を棄却した[5]。